# Hans Selye

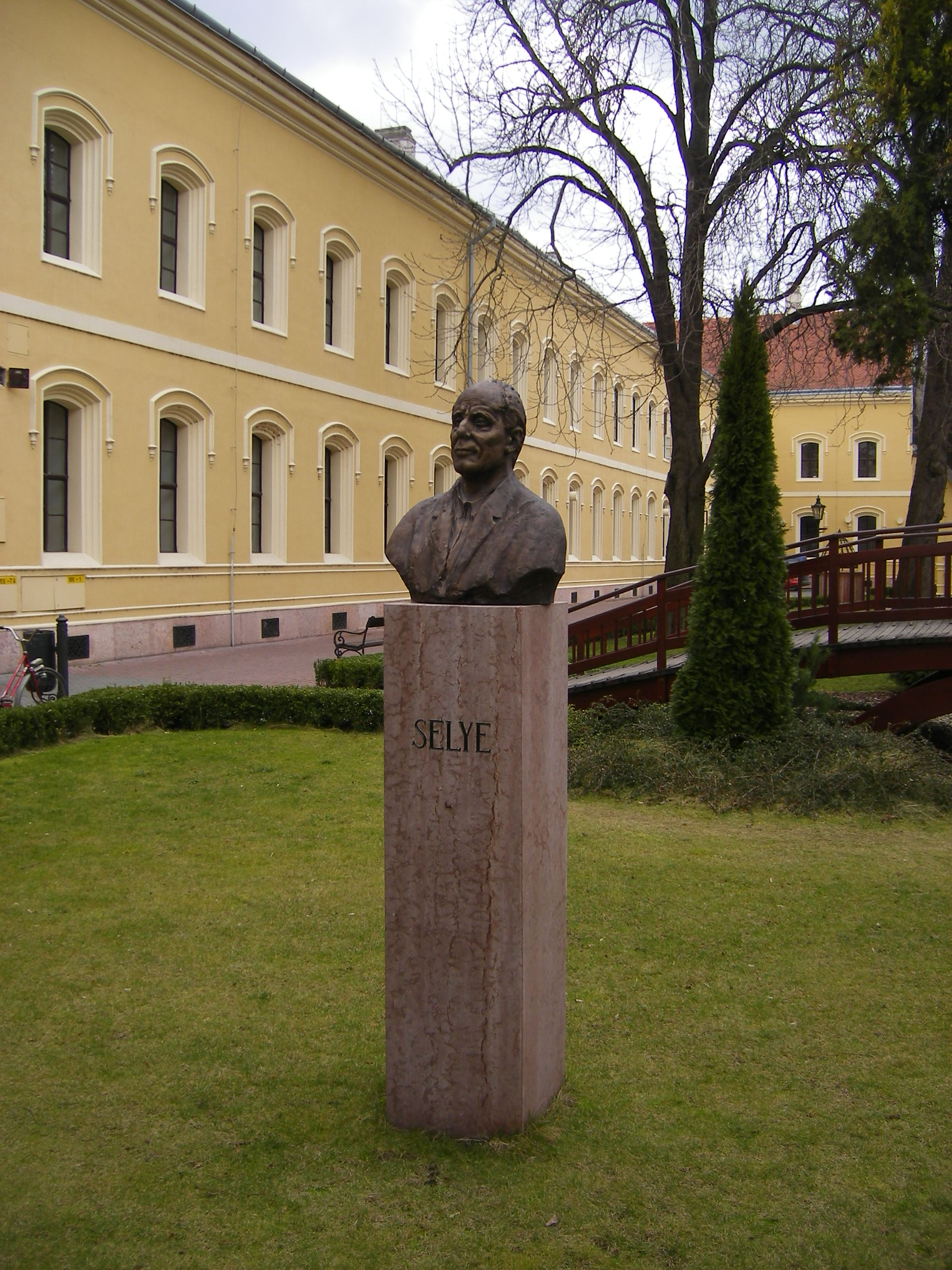
Popiersie w Komarnie

Hans Hugo Selye (ur. 26 stycznia 1907 w Wiedniu, zm. 16 października 1982 w Montrealu) – lekarz fizjopatolog i endokrynolog, mieszkający i pracujący w Kanadzie, pochodzenia węgierskiego.
Wprowadził do użycia pojęcie stresu. Badaniu tego zjawiska i jego wpływowi na człowieka poświęcił 50 lat pracy naukowej. Z tego też powodu nosił przydomek dr Stress.
Selye był aż dziesięciokrotnie nominowany do Nagrody Nobla, której nigdy nie otrzymał.
Jego matka była Austriaczką, a ojciec Węgrem. Zamiłowanie do medycyny odziedziczył po ojcu, który podczas I wojny światowej był wojskowym chirurgiem służącym w armii austro-węgierskiej. Podstawy wykształcenia Selye otrzymał u benedyktynów. Później kontynuował naukę na niemieckim Uniwersytecie w Pradze, gdzie ukończył endokrynologię. W latach 30. wyemigrował do Kanady. W roku 1932 rozpoczął pracę w Instytucie Chirurgii i Medycyny Doświadczalnej na Uniwersytecie w Montrealu, gdzie potem założył Międzynarodowy Instytut Badań nad Stresem.
Napisał 1400 artykułów oraz ponad 30 książek na temat stresu. Najbardziej znana to Stress without Distress, która przetłumaczona została na 12 języków (przekład polski: Stres okiełznany).
Selye jako pierwszy postawił hipotezę, że źródłem szeregu chorób somatycznych jest stres. Choroby miały być skutkiem niezdolności człowieka do radzenia sobie ze stresem. Zjawisko to nazwał mianem niewydolności tzw. syndromu ogólnej adaptacji (GAS) i opisał je w pierwszej swojej książce na temat stresu w roku 1956 pt. The Stress of Life.

## Publikacje
- „A Syndrome Produced by Diverse Nocuous Agents” – 1936 article by Hans Selye from The journal of neuropsychiatry and clinical neurosciences
- The stress of life. New York: McGraw-Hill, 1956. (Stres życia)
- Selye, H. „Stress and disease”. Science, Oct. 7, 1955; 122: 625-631.
- From dream to discovery: On being a scientist. New York: McGraw-Hill 1964
- Hormones and resistance. Berlin; New York: Springer-Verlag, 1971.
- Stress without distress. Philadelphia: J. B. Lippincott Co., c1974. (Stres okiełznany)